# .kz
.kz為哈薩克斯坦國家及地區頂級域（ccTLD）的域名。此外2012年3月開始还拥有基于哈萨克语（西里尔字母）的顶级域名.қаз。該域名於1994年9月19日啟用。該域名的二級域名沒有限制，但一些三級域名會有註冊限制，這取決於二級域名。

## 外部連結
- IANA .kz whois information（页面存档备份，存于）
- .kz domain registration website（页面存档备份，存于）